# Matsviken
Matsviken (även Rogersvik, estniska: Paldiski laht) är vik på Estlands nordkust utmed Finska viken. Den ligger i kommunen Paldiski linn i Harjumaa, 40 km väster om huvudstaden Tallinn. Matsviken skiljer Lilla Rågö i väst från halvön Packer och staden Paldiski i öst. Längst in i viken i dess sydligaste del ligger byn Sankt Matthias (Madise). I väster angränser Matsviken till Västersundet.

## Galleri

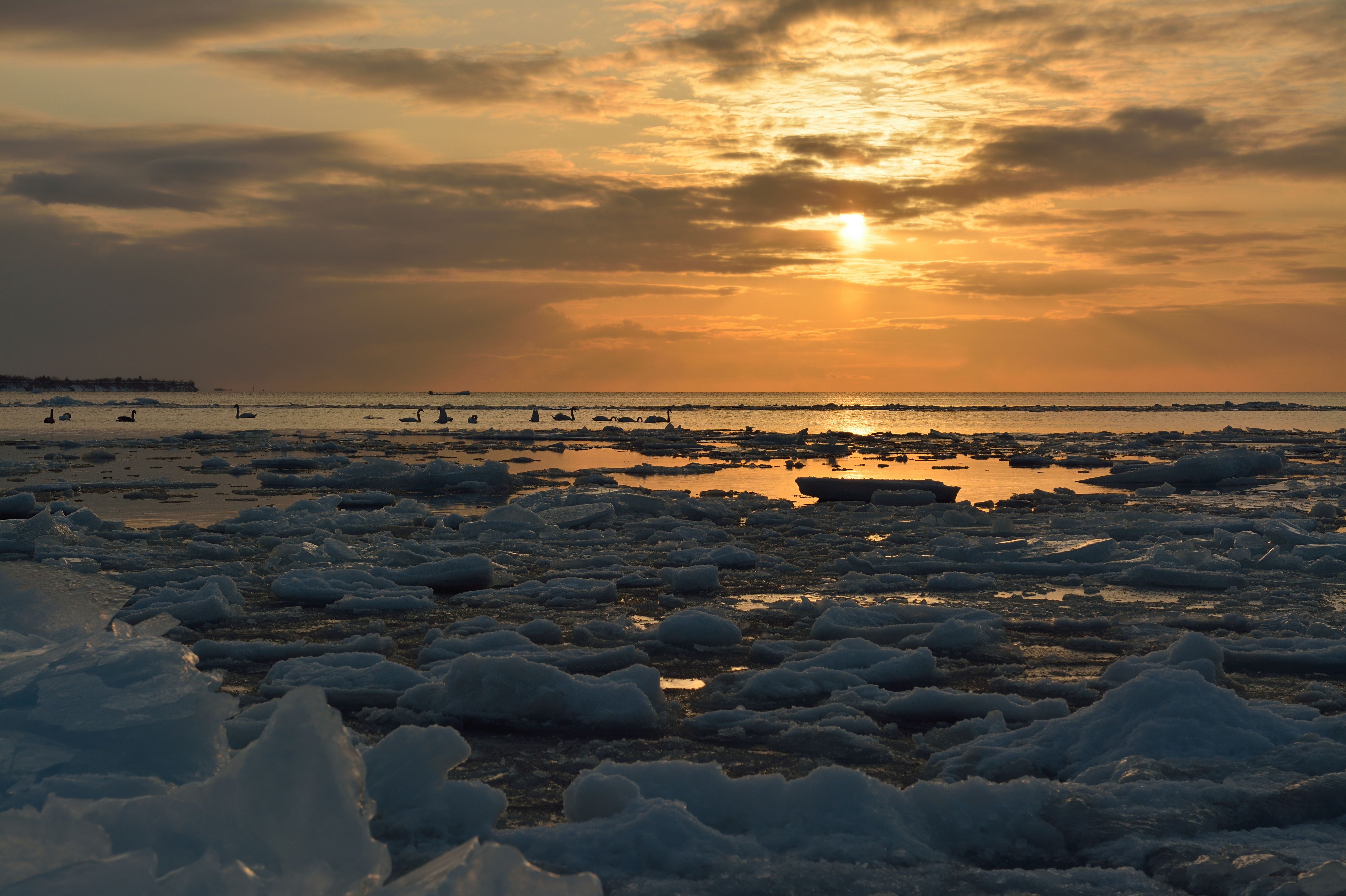
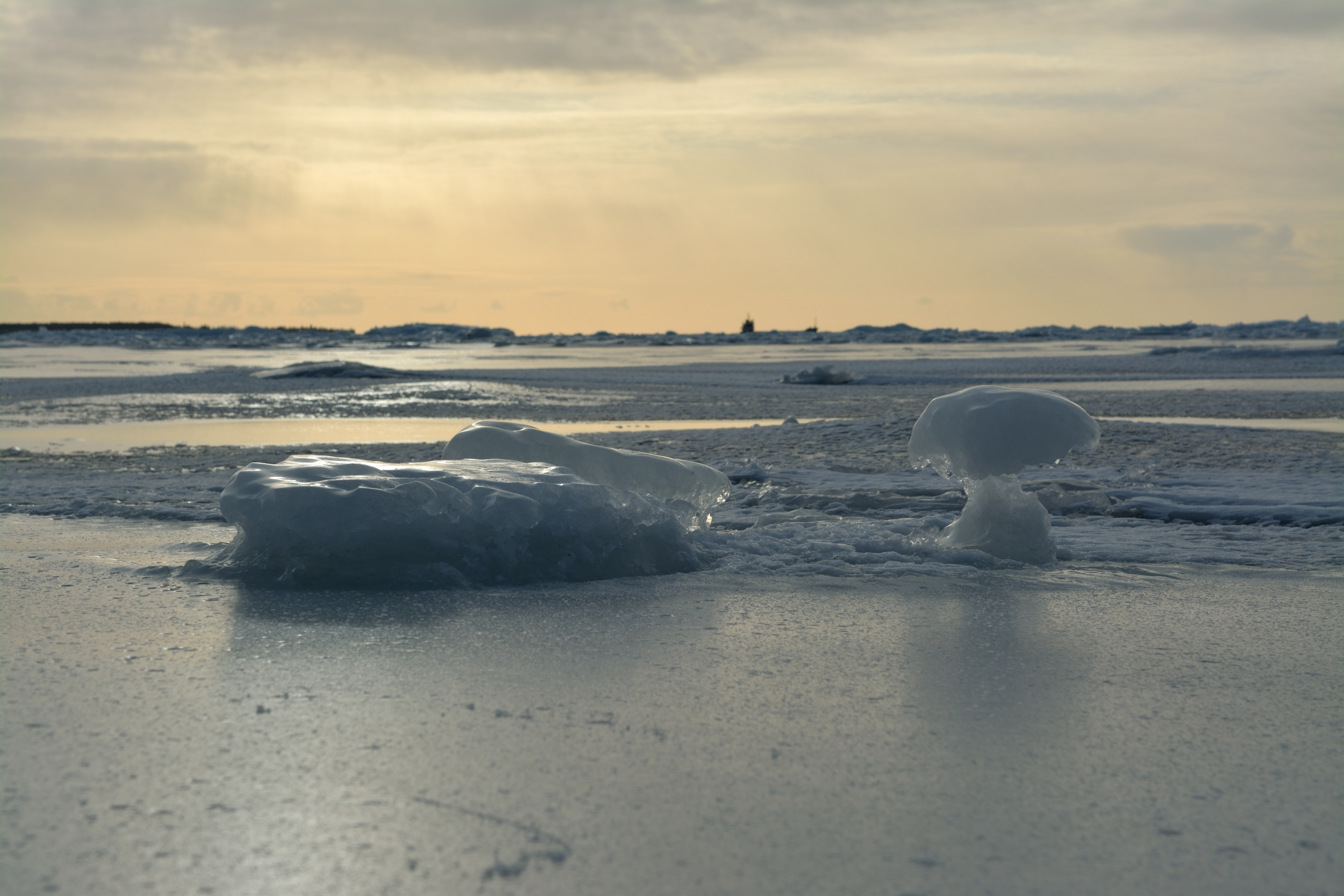
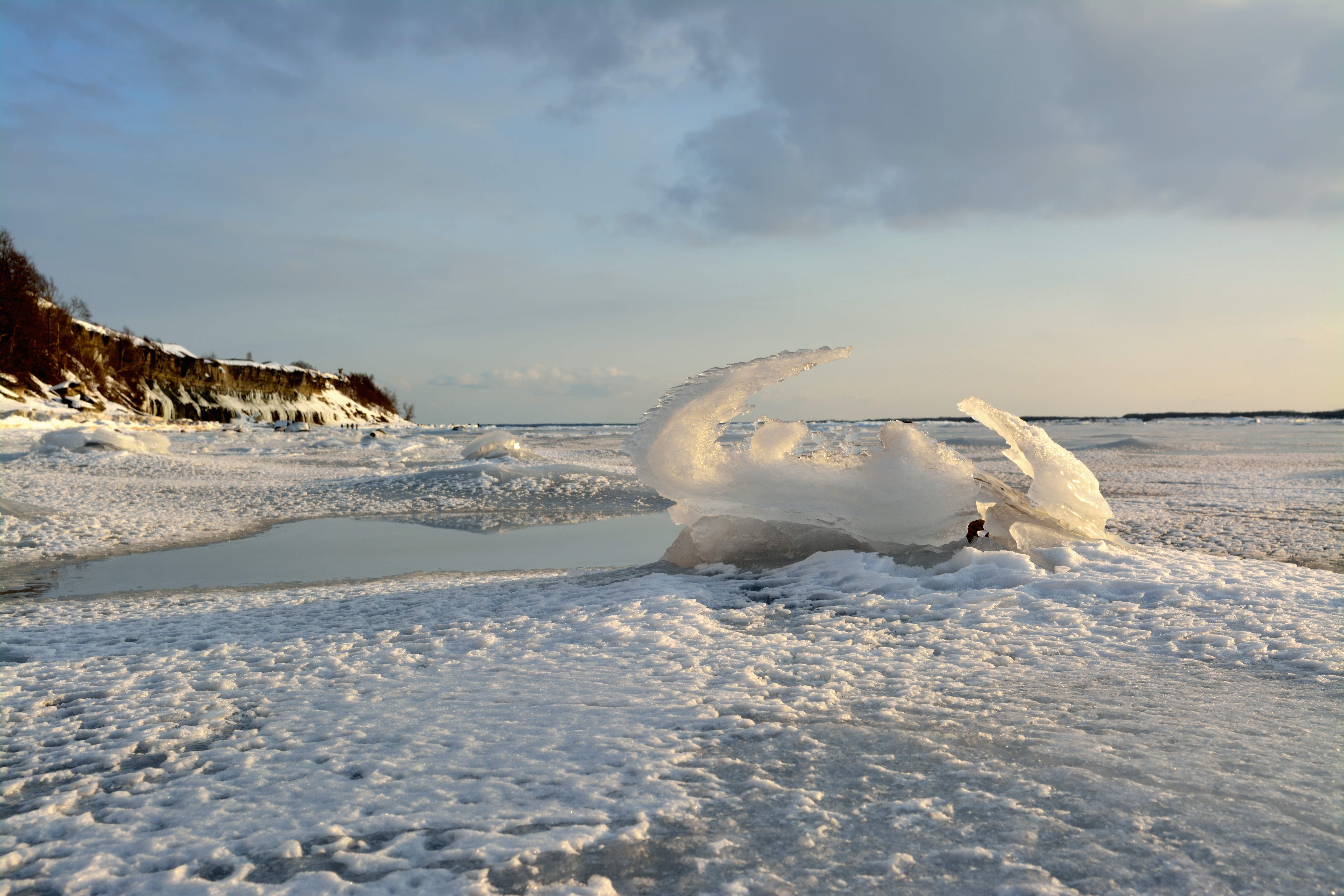
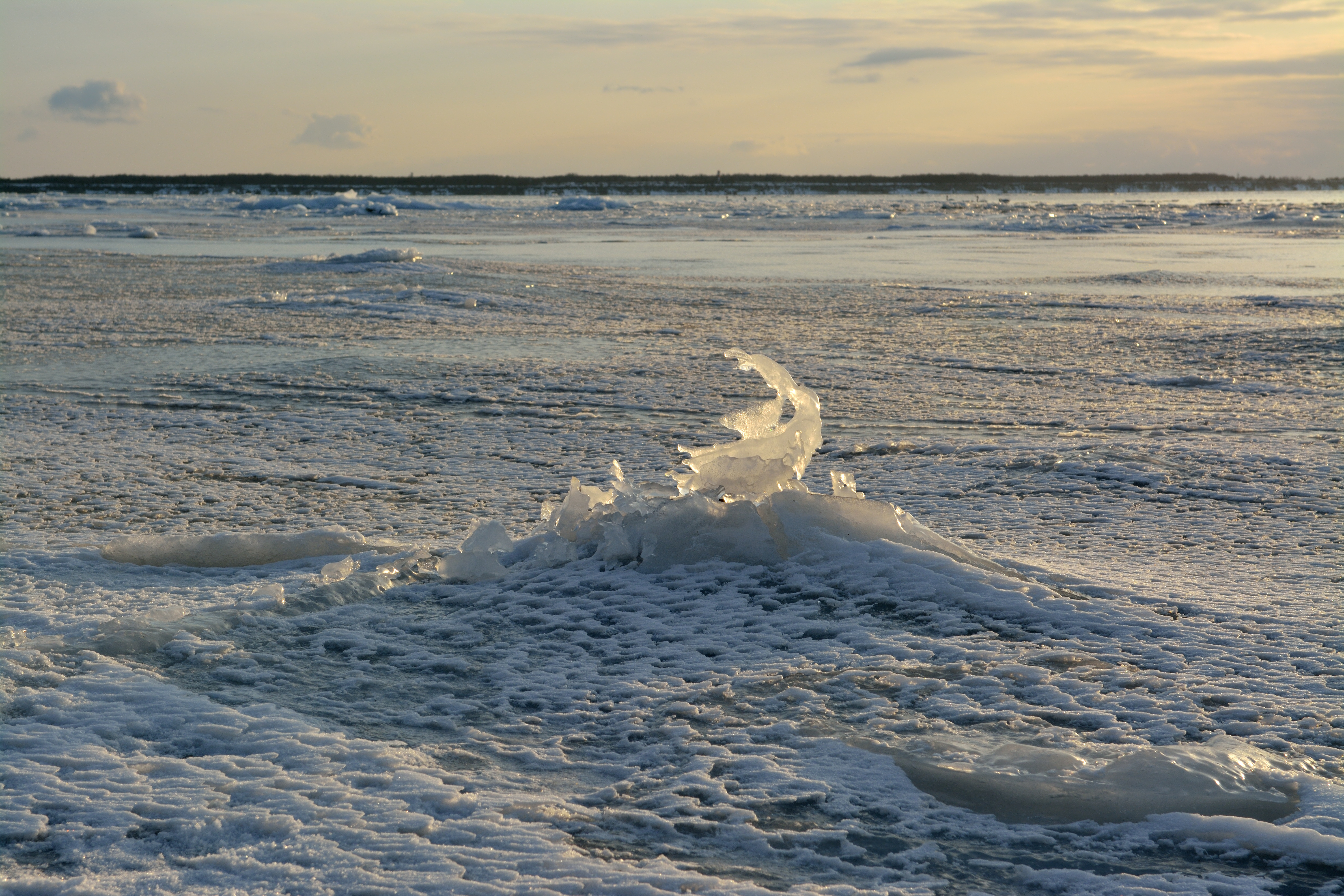
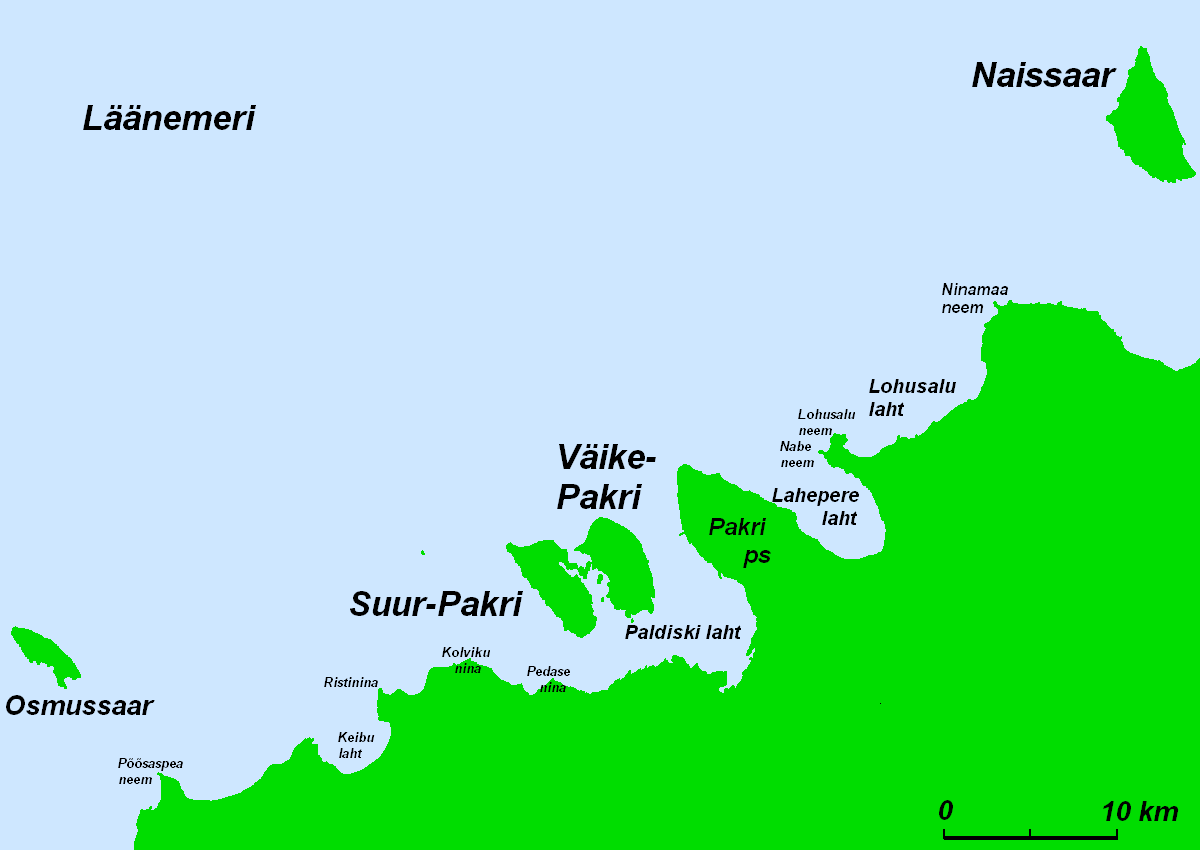